# 940
940 (CMXL) var ett skottår som började en onsdag i den julianska kalendern.

## Händelser

### Okänt datum
- Templet Narita-san grundas i Chiba, Japan.

## Födda
- Edwy den rättvise, kung av England 955–959 (född omkring detta eller nästa år)
- Hugo Capet, kung av Frankrike 987–996 (född omkring detta eller föregående år)
- Torgeir ljosvetningagode, lagosagoman på Alltinget på Island 985–1001
- Adelaide av Anjou, regent i Provence.
- Subh, mor och regent till kalifen i Cordoba.

## Avlidna
- Rajyapala, kejsare av Paladynastin.